# Bastei Lübbe
Die Bastei Lübbe AG ist eine der größten Verlagsgruppen Deutschlands. Das Unternehmen hatte von 1953 bis 2009 seinen Sitz in Bergisch Gladbach und zog 2010 in den benachbarten Kölner Stadtteil Mülheim um. Die Aktien des Unternehmens werden seit dem 8. Oktober 2013 im Prime Standard der Frankfurter Wertpapierbörse gehandelt.

## Geschichte

### Bastei-Verlag Gustav H. Lübbe

Logo des Bastei-Verlages, heute Teil der Bastei Lübbe AG

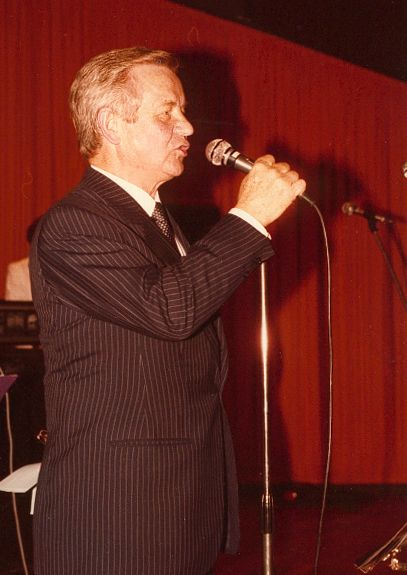
Unternehmensgründer Gustav Lübbe (1981)

Der gelernte Zeitungsredakteur Gustav Lübbe (1918–1995) begann 1949 zusammen mit seiner Ehefrau Ursula Lübbe (1922–2016) mit dem Vertrieb von Romanheften an Pressegrossisten und Bahnhofsbuchhändler. Lübbe rettete 1953 den von Ilse Tormin 1949 gegründeten Kölner Bastei-Verlag, in den er bereits 1950 investiert hatte, vor dem Konkurs und übernahm ihn als Verleger.
Die Anfänge des nun in Bastei-Verlag Gustav H. Lübbe umbenannten Unternehmens sind eng verknüpft mit Romanheftserien, sogenannten Groschenromanen, die in den Nachkriegsjahren enorme Auflagen erreichten und zum großen Teil noch heute existieren. Im März 1954 brachte der Verlag den fiktiven G-Man-Helden Jerry Cotton auf den Markt, dem mit 850 Millionen Exemplaren erfolgreichsten deutschsprachigen Kriminalroman in Heftform.
Mit einfachster Ausstattung begann Gustav Lübbe in diesen Jahren damit, Pressegrossisten und Bahnhofsbuchhändler in ganz Deutschland mit Romanheften zu beliefern.
Lübbe gründete 1963 den Bastei Lübbe Verlag für Taschenbücher (Gustav Lübbe Verlag), mit dem er das Verlagsgeschäft auf Buchromane ausweiten konnte. Damit schuf er den Kern des heutigen Unternehmens, das in den Folgejahrzehnten zu einer Verlagsgruppe aus sechs Verlagen mit eigenem Programmprofil und der Hörbuchsparte Lübbe Audio angewachsen ist. In Zusammenarbeit mit dem italienischen Verlag Fabbri in Mailand verlegte Bastei in den 1960er Jahren auch andere Reihen: Die Galerie der großen Maler lief von 1966 bis 1969 und brachte es auf 91 Bände, das Wunderland der schönsten Märchen (1968 bis 1969) hatte 24 Ausgaben.
1967 bis 1969 verlegte der Bastei-Verlag eine Schallplattenreihe mit dem Titel Die großen Musiker: Alle 14 Tage erschien eine Ausgabe mit Klappcover und ausführlichen Hintergrundinformationen (Biografien der Komponisten sowie Material zu der Zeit und den Umständen, in der die Musik entstand) auf 12 Seiten als 10", LP oder Doppelalbum. Jede EP kostete 5 DM, die Doppelalben jeweils 8 DM, die Scheiben wurden mit 33 1/3 Umdrehungen abgespielt und waren zusätzlich in einer Extrahülle eingetütet. Es handelte sich dabei um die deutsche Lizenzausgabe der italienischen Reihe I Grandi Musicisti, die 1966 erstmals herauskam. Bastei stellte die deutsche Reihe nach 50 Ausgaben ein.
Vor allem in den 1960er und 1970er Jahren erreichte der Verlag eine hohe Bekanntheit durch sehr populär werdende Comicpublikationen wie Bessy, Silberpfeil, Felix, Gespenster Geschichten, die zur dritten wichtigen Verlagssparte wurden.
Nach dem Tod des Firmengründers Gustav Lübbe im Jahr 1995 erbten sein Sohn Stefan Lübbe 40 %, seine Tochter Cornelia Lübbe 40 % und seine Ehefrau Ursula Lübbe 20 % des Unternehmens; Geschäftsführer wurde Peter Roggen.
1997 erfolgte die Übernahme des Ehrenwirth Verlags in München.

### Verlagsgruppe Lübbe

Logo der Verlagsgruppe Lübbe

Seit der Neuordnung der Bereiche im Jahr 2000 hieß das Unternehmen Verlagsgruppe Lübbe GmbH & Co KG.
Im September 2001 überschrieb Ursula Lübbe von ihren 20 Prozent am Unternehmen einen Anteil in Höhe von 11 Prozent an den Sohn Stefan Lübbe, der damit 51 Prozent des Verlages übernahm. Cornelia Lübbe-Roggen hielt weiterhin 40 %. Peter Roggen trat von der Geschäftsführung zurück.
Stefan Lübbe übernahm die Verlagsleitung und arbeitete eng mit dem früheren kabel-eins-Geschäftsführer Karlheinz Jungbeck zusammen, um den wirtschaftlich angeschlagenen Verlag zu sanieren.
Von 2006 bis zu seinem Tod im Oktober 2014 führte Stefan Lübbe, nach jahrelangem familiärem Kleinkrieg dank des Anteilsankaufs von seiner Schwester Cornelia Lübbe-Roggen das ehemalige Familienunternehmen als Alleineigentümer.
Anfang 2006 erfolgte die Herausgabe von Rätselheften durch den neu gegründeten Deutschen Rätselverlag. Dieser war ein Joint Venture der Verlage Bastei und Gong mit Sitz in Ismaning und wurde 2008 komplett an Gong verkauft. Seitdem firmiert der Verlag bei Heftromanen als BASTEI-Romanbereich Verlagsgruppe Lübbe und ist somit vom als Bastei Lübbe Verlag fortgeführten Taschenbuchverlag getrennt.
Im März 2006 wurden die letzten beiden Comicreihen Gespenster Geschichten und Gespenster Geschichten Spezial beendet und die Comicproduktion des Verlags eingestellt.
Die Verlagsgruppe begann sich unter Stefan Lübbe im Juli 2008 neu zu strukturieren und eröffnete ein Büro in Berlin. 2008 wurde der Baumhaus-Verlag aus Frankfurt am Main übernommen.

### Bastei Lübbe GmbH & Co. KG

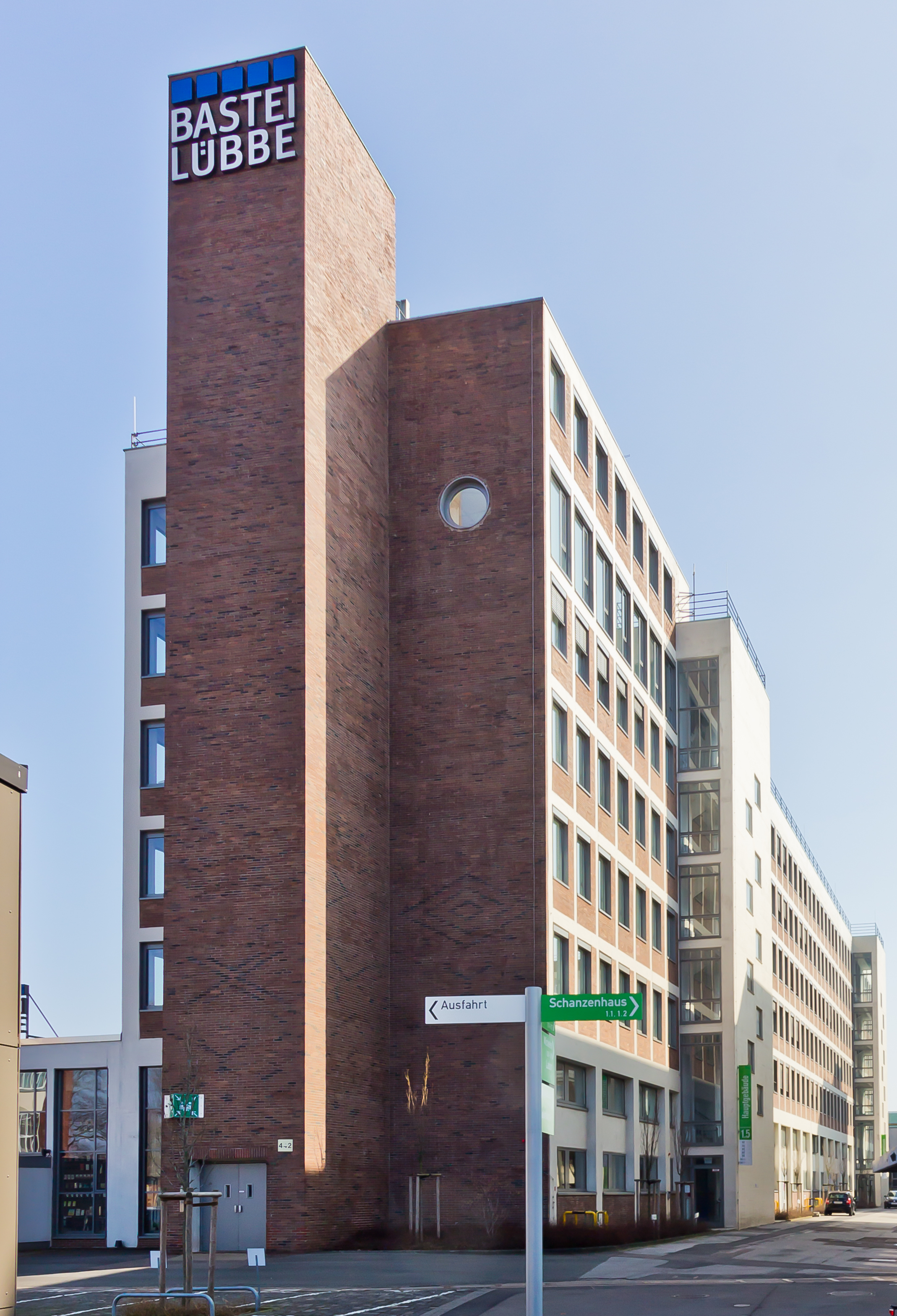
Sitz auf dem Gelände des Carlswerks in Köln

Nach 56 Jahren in Bergisch Gladbach verlegte der Verlag seinen Sitz im Januar 2010 nach Köln-Mülheim auf das Carlswerk-Gelände, wo 250 Beschäftigte arbeiten. Die Verlagsgruppe Lübbe nannte sich zugleich in Bastei Lübbe GmbH & Co. KG um.
Seit 2010 finden im Verlagsfoyer der Bastei Lübbe GmbH & Co. KG zahlreiche Veranstaltungen statt: Lesungen und Buchevents, Autoren und Bücher werden vorgestellt.
Zum 1. Juli 2010 erfolgte die Übernahme des Boje Verlages in Stuttgart, der unter anderem 30 Titel von James Krüss verlegt.
Zum 1. Juli 2011 erwarb Verleger Stefan Lübbe für die Bastei Lübbe GmbH & Co. KG eine 74%ige Beteiligung an der Münchner PMV Partner Medien Verlagsgesellschaft mbH, die im Juli 2002 gegründet wurde. 2012 verlegte PMV 25 Magazine mit insgesamt 150 Ausgaben. Ende 2012 erwarb Bastei Lübbe die restlichen 26 % der Geschäftsanteile an der PMV.
Im September 2011: Gründung des Hauptstadtverlags Quadriga
Im Dezember 2011 erfolgte die Übernahme des Eichborn Verlages. Der „Verlag mit der Fliege“ war 1980 von Vito von Eichborn und Matthias Kierzek in Frankfurt am Main gegründet worden. Sein Programm setzt sich aus den drei Säulen Belletristik, Sachbuch und Humor zusammen. Außerdem erfolgt die Übernahme der Räder Wohnzubehör GmbH & Co KG, die im Juni 2012 in das Unternehmen verschmolzen wurde.
Im Januar 2012 brachte Bastei Lübbe mit „Digital First“ als erster deutscher Verlag ein rein digitales Programm auf den Markt.
Bastei Media gehört seit Anfang 2013 zur Bastei Lübbe GmbH & Co KG. Sitz des Film- und Fernsehproduktionsunternehmens ist der Medienstandort Erfurt. Schwerpunkt ist hier die Entwicklung crossmedialer Programme für Kinder und Erwachsene. Im Februar 2013 erwarb Bastei Media die Produktionsgesellschaft Family Entertainment.tv, ebenfalls mit Sitz in Erfurt.

### Bastei Lübbe AG, Börsengang
Im Juni 2013 gab Bastei Lübbe bekannt, dass das Unternehmen seinen Börsengang anstrebe.
Im Zuge dessen wandelte sich das Unternehmen am 14. August 2013 von einer GmbH & Co. KG in eine Aktiengesellschaft, die mit 10 Millionen Inhaberstammaktien ausgestattet war.
Das Unternehmen plante, 5,3 Millionen Aktien zwischen dem 17. September und dem 1. Oktober 2013 in einer Spanne zwischen 9 und 11 Euro zeichnen zu lassen und damit 58 Millionen Euro zu erlösen. In den Streubesitz sollten bei Erstnotierung 30,08 Prozent der Anteile gehen,
Stefan Lübbe und seine Ehefrau Birgit sollten mit knapp 56 Prozent Mehrheitseigentümer bleiben.
Kurz vor dem Börsengang verlängerte das Unternehmen die Zeichnungsfrist bis zum 2. Oktober 2013 und senkte die Preisspanne auf 7,50 bis 9 Euro.
Trotzdem konnte das Unternehmen nur vier Millionen Aktien am unteren Ende der Angebotsspanne veräußern. 3,3 Millionen davon stammten aus einer Kapitalerhöhung, woraus sich ein Emissionserlös von 25 Millionen Euro ergab.
Bei der Erstnotiz am 8. Oktober 2013 im Prime Standard der Frankfurter Wertpapierbörse starteten die Aktien unter dem Ausgabekurs mit 7,40 Euro.
Im Mai 2014 gab Bastei Lübbe den Erwerb eines Mehrheitsanteils von 51 % am deutschen Computerspielentwickler Daedalic Entertainment bekannt. Der Verlag bezeichnete den Schritt als Teil seiner Wachstumsstrategie zu einem international tätigen, multimedialen Verlagshaus, das seine Marken in allen Bereichen selbst vermarkten kann. Daedalic erhoffte sich im Gegenzug neue Vermarktungsmöglichkeiten seiner bisherigen Spielemarken in den Bereichen Buch, Comic, Audio und Film sowie zusätzliches Kapital zum Ausbau seiner bisherigen Geschäftstätigkeiten, um den Unternehmensumsatz von zuletzt sechs Millionen Euro (Geschäftsjahr 2013) bis 2015 mehr als zu verdoppeln.
Im Juli 2016 deckte die Wirtschaftswoche auf, dass Bastei Lübbe durch zwei Transaktionen mit der Daedalic-Beteiligung und einer mutmaßlichen Briefkastenfirma hohe Buchgewinne erzielt hatte. Der Aktienkurs brach daraufhin um etwa 20 Prozent ein, und der Aufsichtsrat der Bastei Lübbe AG trat geschlossen zurück. Das Unternehmen kündigte an, die Bilanzen für die Geschäftsjahre 2014/15 und 2015/16 zu korrigieren, wodurch sich der Gewinn vor Steuern, Zinsen und Abschreibungen um schätzungsweise rund 40 beziehungsweise 50 Prozent vermindere.
Im September 2017 wurde der Vorstandsvorsitzende Thomas Schierack abgelöst und im November 2017 durch Carel Halff ersetzt, der von Weltbild gekommen war. Halff stieß den Buchgroßhändler Buchpartner sowie Beteiligungen an Onlineplattformen ab, wodurch  50 Arbeitsplätze verloren gingen, und konzentrierte sich auf das Kerngeschäft Buch. Damit erreichte er nach Verlusten von 16,4 Millionen Euro einen kleinen Konzerngewinn. Im Oktober 2019 kündigte der Niederländer sein Ausscheiden mit Auslaufen seines Vertrags zum Jahresende 2020 an. Dirk Roßmann, Drogerieunternehmer und Autor der bei Bastei Lübbe erschienenen Bestseller Der neunte Arm des Oktopus (2020) und Der Zorn des Oktopus (2021) war 2021 drittgrößter Aktionär und stockte seine Beteiligung im März 2022 auf 15,14 Prozent auf.

## Geschäftsfelder (Auswahl)
Bastei Lübbe ist ein klassischer Publikumsverlag für Belletristik und Sachbuch. Es erscheinen Titel in den Genres Spannung, Fantasy, Frauen, Historisches und Sachbuch. Zurzeit sind insgesamt 3.600 Buchtitel aus den einzelnen Verlagen lieferbar. Heute besteht die Bastei Lübbe AG aus 20 verschiedenen Verlagen, Imprints und Unternehmen, so gehören zum Unternehmen Lübbe Hardcover, Lübbe Ehrenwirth, Bastei Lübbe Taschenbuch, Lübbe Audio sowie die Verlage Eichborn, Quadriga, LYX, Baumhaus, Boje und ONE.
Lübbe Audio ist das Hörbuch-Programm der Bastei Lübbe mit den Schwerpunkten Belletristik, Historische Romane, Thriller, Krimi, Horror sowie moderne Frauenthemen, Romantik und aktuelle Sach- und Kinderthemen. Der Bastei Verlag verlegt noch heute die klassischen Romanhefte. Außerdem ist „HarperCollins bei Lübbe Audio“ seit dem Sommer 2016 ein fester Bestandteil der Bastei Lübbe AG und erweitert das Portfolio des Labels Lübbe Audio.
Der Boje- und der Baumhaus-Verlag bilden das Kinder- und Jugendbuchprogramm. Aus dem Baumhaus-Programm stammen u. a. die Serien Die wilden Fußballkerle von Joachim Masannek und Jan Birck, Lauras Stern von Klaus Baumgart und Gregs Tagebücher 1–7 des US-Autors Jeff Kinney; Boje gehört seit 1. Juli 2010 zu Bastei Lübbe.
Die Digitalsparte des Unternehmens, Bastei Entertainment, umfasst die Bereiche E-Publishing und Crossmediale Verwertung.
Die Einzelverlage sind (Stand: Juli 2024):
- Lübbe Hardcover: Hardcover-Vollprogramm aus Belletristik und Sachbuch.
- Bastei Lübbe Taschenbuch: Taschenbuch-Vollprogramm aus bis zu 400 Titeln pro Jahr.
- Bastei Romanbereich einer der führenden Anbieter von Romanheften in Deutschland.
- Lübbe Audio: Der 1996 gegründete Verlag Lübbe Audio ist mittlerweile einer der drei größten Hörbuchverlage Deutschlands.
- Bastei Entertainment: Die Digitalsparte des Unternehmens setzt auf „E-Publishing“ und „Crossmediale Verwertung“.
- Baumhaus Verlag und Baumhaus Taschenbücher: Kinder- und Jugendbuchprogramm, hier sind u. a. die erfolgreichen Gregs Tagebücher erschienen.
- Boje Verlag: Kinder- und Jugendbuchprogramm
- Quadriga Verlag: Der Hauptstadtverlag Quadriga mit Sitz in Berlin publiziert Werke zu aktuellen politischen und wirtschaftlichen Themen.
- Eichborn Verlag: Der Verlag bietet ein Zuhause für literarische Entdeckungen sowie für besondere Bücher aus den Bereichen Belletristik und Sachbuch, siehe Timur Vermes’ Weltbestseller "Er ist wieder da".
- ONE Verlag: Der Verlag umfasst Titel aus den Genres Dystopie, Fantasy, Spannung und Romance, die dem Bereich „All Age“ oder „Young Adult“ zugeordnet werden.
- HarperCollins bei Lübbe Audio: Das im Sommer 2016 gegründete Label erweitert das Portfolio des Labels Lübbe Audio.
- LYX: Zum 1. Juni 2016 hat die Bastei Lübbe AG die Labels LYX und LYX.digital von Egmont übernommen. Der Schwerpunkt liegt auf Liebesromanen.
- Hörcompany: Am 1. Juli 2024 hat Bastei Lübbe den Hörbuchverlag von der W1-Media GmbH übernommen.[34]

## Beteiligungen
- 100 % Bastei Media
- 100 % Community Editions (Seit Juli 2021 100 %, davor 40 %)[35]
- 10 % Daedalic Entertainment,[36] Hamburg
- 30 % HPR Bild & Ton GmbH
- 90 % Moravská Bastei MOBA, Tschechien
- 100 % Siebter Himmel Bastei Lübbe GmbH